# Ukrajinská pravověrná řeckokatolická církev

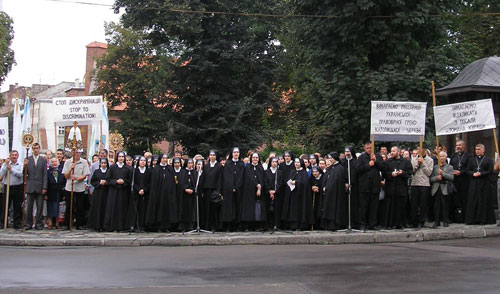

Ukrajinská pravověrná řeckokatolická církev (UPHKC nebo UPŘKC) je křesťanská církev, která vznikla na Ukrajině ze skupiny baziliánských řeholníků pod vedením českého kněze římskokatolického původu Antonína Dohnala a prohlašuje o sobě, že kanonicky převzala ukrajinské řeckokatolické diecéze. Církev byla založena 11. srpna 2009 v ukrajinském Lvově.
Římskokatolická církev vyzvala věřící, aby aktivity UPHKC jednoznačně odmítli, představitelé UPHKC konstatovali exkomunikaci oficiálních představitelů katolické církve.

## Historie
Církev založili bývalí členové Delegatury sv. Prokopa Řádu sv. Basila Velikého v ČR. Její zakládající a vůdčí postavou byl na Ukrajině někdejší kněz olomoucké arcidiecéze Antonín Eliáš Dohnal, který byl taktéž velmi činný v hnutí charismatické obnovy. Představitelé UPŘKC v roce 2008 prohlásili, že se celý synod UHKC spolu s jeho hlavou kardinálem Lubomyrem Huzarem dostal do apostáze (odpadnutí od víry), a proto ustanovili nový pravověrný osmičlenný synod, který údajně kanonicky převzal ukrajinské řeckokatolické eparchie. Protože k převzetí nemohlo dojít v diecézních chrámech, proběhlo na poutních místech či v jiných chrámech.

## Vedení
Představitelé UPŘKC v srpnu 2008 prohlásili, že ustanovili nový pravověrný synod, který údajně kanonicky převzal ukrajinské řeckokatolické eparchie:
- hlavou UPŘKC byl arcibiskup Michael Osidač (zemřel roku 2013)[7]
- arcibiskup Markian, OSBMr (Markian V. Hitiuk, Vasyl´ Markiyan Hityuk), sekretář Synodu biskupů (převzal eparchii Lvov a Žovkvu)
- arcibiskup Eliáš, OSBMr (Eliáš Antonín Dohnal), který byl 5. 4. 2011 synodem zvolen patriarchou nově vyhlášeného Byzantského katolického patriarchátu (převzal eparchie Ivano-Frankivsk a Kolomyju)
- biskup Samuel, OSBMr (Samuel Robert Oberhauser) (převzal eparchii Ternopil)
- biskup Metoděj, OSBMr (Metoděj Richard Špiřík) (převzal eparchii Drohobyč)
- biskup Timotej, OSBMr (Timotej P. Sojka) (převzal eparchii Bučač)
- biskup Basil, OSBMr (Basil P. Kolodi) (převzal eparchii Užhorod)

Plná jména některých z těchto osob jsou citována podle upozornění slušovické farnosti, údajně čerpajícího z oficiálních prohlášení České biskupské konference. Tam je mezi Eliášovými stoupenci zmiňován ještě Vasyl’ Roman Shelepk, zmíněni naopak nejsou T. P. Sojka a B. P. Kolodi.
Dne 13. srpna 2012 tajně vysvětil v ukrajinské obci Žovkova arcibiskup Michael Osidač za asistence dalších členů UPŘKC na biskupa slovenského exkomunikovaného římskokatolického kněze Róberta Mateja Jarabice. Ještě téhož roku bylo toto svěcení odtajněno.

## Učení
Ukrajinská pravověrná řeckokatolická církev se označuje za dědičku mučednické řeckokatolické církve na Ukrajině. Tvrdí, že vyznává v plnosti katolické učení, primát papeže, všechny svátosti, pravdy víry, evangelia a apoštolské tradice. Fakticky je však s představiteli katolické církve ve sporech a vzájemně se s nimi exkomunikuje.
V mnoha otázkách je blízko katolickému tradicionalismu. Distancuje se od některých moderních proudů v křesťanství, které označuje za hereze, a to zejména od:
- historicko-kritické teologie
- synkretismu s pohanstvím (za příklad takové synkreze pokládá koncilní deklaraci Nostra aetate či mezináboženská setkání v Assisi v letech 1986 a 2002)[9]

Memorandum Byzantského katolického patriarchátu vyhlásilo jako podmínku přijetí východních i západních katolíků odsouhlasit následující formulář vyznání:
1. Věřím, že Ježíš Kristus je pravý Bůh a pravý člověk.
2. Věřím, že jenom skrze Ježíše Krista docházíme spasení. (srov. Sk. 4,12)
3. Věřím, že za nás, a tedy i za mě a za mé hříchy, Pán Ježíš Kristus zemřel na kříži.
4. Věřím, že na třetí den vstal z mrtvých, a to reálně a historicky.
5. Odříkám se historicko-kritické teologie (HKT) a ducha, který je za ní.
6. Odříkám se ducha synkretismu a relativismu.
7. Odříkám se střípků herezí v Nostra aetate i tzv. ducha Assisi.
8. Odříkám se satana a démonů, především těch, kteří dnes působí skrze skryté formy magie, věštění a spiritismu (homeopatie, akupunktura, hypnóza, věštění kyvadlem, proutkem…).
9. Odříkám se ducha New Age.
10. Považuji homosexuální aktivitu za ohavnost a smrtelný hřích.
11. Odříkám se ducha, který působí skrze svobodné zednáře a s nimi sjednocené organizace (Rotary, Lions klub…).

UPHKC vyhlásila exkomunikaci několika tisíc biskupů, kteří nereagovali na výzvu, aby toto vyznání odsouhlasili.

## Aktivity

### Exkomunikace biskupů
Jednou z hlavních aktivit církve bylo, že rozesílala nejprve ukrajinským, slovenským a českým biskupům (v letech 2005–2007) a pak i biskupům a dalším osobnostem po celém světě ultimativní požadavky a stěžovala si na biskupy papežskému nunciovi a papeži. Před Letnicemi roku 2010 rozeslali 3261 biskupům celého světa (z toho 2272 dosud aktivním) požadavek, aby odsouhlasili její verzi vyznání víry. Protože jim vyhověl jen jediný biskup z Jižní Ameriky, na zbylých 2271 aktivních biskupů prohlásila UPŘKC k 24. květnu 2010 anathému a prohlásila, že jejich další svěcení biskupů a kněží jsou neplatná a nedovolená; v dopise papeži datovaném tímtéž dnem vyčísluje počet, na nichž Bůh skrze biskupský synod UPHKC dovršil svou anathému na celou současnou církevní hierarchii, na 3883 aktivních biskupů včetně všech kardinálů a 989 biskupů emeritů, celkem 4872 biskupů a kardinálů.

### Exkomunikace papeže
Skupina kritizovala papeže Jana Pavla II. za odpadlictví, Benediktu XVI. psala v srpnu 2008 dopis, v němž jej žádala o audienci, avšak na jaře 2011 konstatovala, že se z církve svým jednáním také vyloučil tím, že rozhodl o blahořečení Jana Pavla II., navázal na tradici mezináboženských setkání v Assisi a ignoroval požadavky UHKC.
V únoru 2011 církev zveřejnila text podepsaný čtyřmi biskupy a videonahrávku proslovu patriarchy Eliáše, v němž papeže Benedikta XVI. vyzýval, aby zrušil plánovanou beatifikaci „apostaty Jana Pavla II.“ a „tragické jubileum assiské apostaze“ a aby krátce a jasně odprosil celý katolický svět za pohoršení, které způsobil on i za pohoršení, které dal Jan Pavel II. gestem v Assisi. Zároveň mu patriarcha Eliáš s dalšími třemi podepsanými biskupy UPHKC oznámili, že pokud je neuposlechne, dnem 1. května 2011 tím na sebe sám svolá anathému a vyloučí se tím z katolické církve. Podepsaní kladli na Benedikta XVI. odpovědnost za „4872 biskupů apostatů, kteří veřejně zapřeli Krista a veřejně tvoří jednotu s duchem apostaze“ a vytýkali mu, že je kryje a že je nevyzval k odstoupení z úřadů. Podle této výzvy byl papež „pod velkým psychologickým tlakem ducha apostaze i zednářů“.

### Exkomunikace světské vrchnosti
25. srpna 2010 synod UPHKC vyhlásil anathému (t. j. exkomunikaci) Angely Merkelové za „lstivé vypracování a prosazení zločinecké Lisabonské smlouvy“, 27 eurokomisařů za „udržování a chod systému, který směřuje k duchovní i fyzické genocidě lidstva“, Baracka Obamy za prosazování homosexuality, potratů a antihodnot na nejvyšší politické úrovni a homosexuálů, kteří popírají Boží i přirozené zákony a nečiní pokání. Podobných výzev a prokletí skupina publikovala desítky. UPŘKC ovšem ocenila českého prezidenta Václava Klause, jeho vicekancléře Petra Hájka a úředníka Ladislava Bátoru za jejich odmítavý postoj k Prague Pride v srpnu 2011. Roku 2022 vyhlásila UPŘKC anathému nad americkým prezidentem Joem Bidenem za „prosazování vražd nenarozených dětí a experimentální mRNA vakcinace“.

### Registrace v České republice
Žádost o registraci církve s názvem Ukrajinská řeckokatolická církev byla definitivně (po podaném rozkladu) zamítnuta 26. května 2004. Ke dni 25. května 2011 zaregistrovalo ministerstvo kultury žádost o registraci církve s názvem Ukrajinská pravověrná řecko – katolická církev. Z údajů zveřejněných ministerstvem však nelze přímo vyvodit, jaký mají tyto skupiny vztah k UPHKC založené Dohnalem. Slušovická římskokatolická farnost v listopadu 2010 vydala varování před církví spojenou s E. Dohnalem, která údajně ve farnosti získávala nové členy v souvislosti se získáváním podpisů nutných pro registraci.

## Reakce

### Reakce církevních hierarchů
Kardinál Lubomyr Huzar, arcibiskup kyjevsko-haličský a hlava Ukrajinské řeckokatolické církve, udělil velkou exkomunikaci a za závažné prohlášení vyloučil z katolické církve čtyři kněze, Eliáše Dohnala, Metoděje Špiříka, Markijana Hitjuka a Roberta Oberhausera, kteří prohlásili, že přijali biskupské svěcení, které označil za nelegální. Biskupové UPHKC byli vyloučení též z řádu baziliánů.
V době, kdy církev sháněla podpisy potřebné k registraci církve v České republice, reagovala Česká biskupská konference (ČBK) 21. ledna 2010 prohlášením, že tato tzv. církev není v jednotě s papežem a že je vedena bývalým knězem olomoucké arcidiecéze Antonínem Dohnalem, který se stal baziliánským řeholníkem se jménem Eliáš, avšak byl z řeholní společnosti pro neortodoxní názory a neposlušnost vyloučen a žije na Ukrajině, kde se spolu se skupinou svých stoupenců prohlásili za biskupy, v důsledku čehož byli exkomunikováni.
Podle ČBK jejich jednání hrubě poškozuje církev a její jednotu a ČBK proto vyzvala věřící, aby tyto a podobné aktivity jednoznačně odmítli.
Pražský apoštolský exarcha Řeckokatolické církve Ladislav Hučko ve svém listu z 30. ledna 2010 o skupině napsal, že žije ve vlastním neskutečném, virtuálním světě a vytváří si vlastní pokřivený pohled na spásu, duchovní život, svět i Církev a trpí mesiánským komplexem, že jedině oni a jejich skupina jsou povoláni vyřešit všechny problémy v Církvi, jedině oni představují její záchranu. Obsah vzpoury a požadavky exkomunikovaných kněží jsou však podle Hučka natolik absurdní, že jen těžko mohou vzbudit sympatie v širší veřejnosti. Nesourodost a nelogičnost jejich uvažování a prohlášení je podle Hučka zřejmá na první pohled. Celá „neblahá záležitost“ se rozšířila, i když jenom lokálně, po Ukrajině a částečně na Slovensku a jsou pokusy získávat přívržence i v České republice.
Římskokatolická farnost Slušovice, v níž Dohnal v letech 1975–1981 působil, v listopadu 2010 na svých stránkách zveřejnila varování před UPŘKC. S odvoláním na oficiální prohlášení ČBK ve svém upozornění skupinu členů bývalé delegatury baziliánského řádu v České republice, která byla pro nevhodné chování a pro neposlušnost z těchto krajin svými představenými vypovězena a našla útočiště na Ukrajině, obviňuje z toho, že je sektou, která má vlastní pokřivené představy o tom, co má učit a dělat Církev, a píše polopravdy a nepravdy lidem, kteří nevědí vůbec, oč jde, a předkládá jim svou deformovanou verzi skutečnosti a nevybíravé invektivy proti papežským úřadům, kardinálům, biskupům a kněžím. Podle upozornění slušovické farnosti tito lidé nabízejí laciné a jednoduché recepty na obnovu řeholních řádů, seminářů, celé společnosti, nekompetentně posuzují církevní poměry a pasují se za jediné znalce a spasitele církve. Místo ducha radosti, pokoje a jednoty vnášejí ducha strachu, podezírání a rozdělení.

### Reakce Michala Semína
Český katolický tradicionalista Michal Semín v únoru 2010 napsal článek, v němž se pozastavil nad tím, že pražský řeckokatolický exarcha Ladislav Hučko nazval Dohnalovu církev sektou. Mezi řádky vyslovuje Semín k jejich myšlenkám sympatie, nicméně přičítá této církvi vliv k náboženskému subjektivismu inklinujícího k charismatismu, který má svůj původ v protestantismu, a tedy podléhá některým specificky protestantským postojům. Praxe svévolného přisvojení moci exkomunikovat libovolné církevní představené je podle Semína z katolického hlediska neobhajitelná, neboť odporuje jak právu církevnímu, tak především božskému. Semín však exarchu Hučka usvědčuje z nekonzistence, když vůči této heretické skupině se ostře vymezuje, zatímco vůči jiným heretickým skupinám zastává ekumenickou vstřícnost.

### Společenství svatého Basila Velikého
17. prosince 2009 Stanislav Zvolenský jako bratislavský arcibiskup konstatoval exkomunikaci dvou novokněží bratislavské arcidiecéze (Martin Chebek, Stanislav Cigánek), souběžně byli biskupem Róbertem Bezákem exkomunikováni i trnavský kněz Martin Jarabica a jáhen Peter Mazúr. Exkomunikovaní v dopise z 12. prosince 2009 obviňovali některé slovenské, německé, české, indické, ukrajinské, polské a irské biskupy z hereze, navrhovali posmrtnou exkomunikaci Jana Pavla II. a kritizovali některé aktivity katolické církve, označili za herezi používání historicko-kritické metody v teologii a synkretismus s pohanstvím a okultismem a hrozili slovenským biskupům ztrátou posvátné moci, pokud do 25. prosince 2009 nepodepíší jimi sestavený formulář vyznání víry, obsahující například „zřeknutí se ducha historicko-kritické teologie“, „ducha relativismu“ atd. Dne 25. prosince 2009 tito kněží zveřejnili dopis, v němž konstatovali, že nikdo z 18 obeslaných biskupů jejich výzvě nevyhověl a tedy je všech těchto 18 biskupů automaticky exkomunikováno.
Po vyloučení založili nový řád Společenství sv. Basila Velikého, který však katolickou církví nebyl uznán. Podle spekulací vycházejících z vlastnické historie domu, kde působí (do roku 2004 patřil Delegatuře sv. Prokopa Řádu sv. Basila Velikého v ČR), by mohli mít vztah k Ukrajinské pravověrné řeckokatolické církvi, kterou založili bývalí členové této delegatury. Členové Společenství tvrdí, že UPŘKC a jejich představou o reformě byli inspirováni, ale nejsou jí podřízeni.